# Спайдър-Мен 2
„Спайдър-Мен 2“ (на английски: Spider-Man 2) е американски супергеройски филм от 2004 г. на режисьора Сам Рейми, по сценарий на Алвин Сарджънт, по сюжета на Алфред Гоф, Майлс Милар и Майкъл Чабън, Базиран на едноименния супергерой на Марвел Комикс, филмът е втора част от трилогията „Спайдър-Мен“ и продължение на едноименния филм през 2002 г., и участват Тоби Магуайър, Кирстен Дънст, Джеймс Франко, Алфред Молина, Роузмари Харис и Дона Мърфи.
Снимките започват през април 2003 г. в Ню Йорк Сити и също се развива във Лос Анджелис. Презаснеманията заемат място по-късно тази година и завърши през декември.
Филмът е пуснат по кината и IMAX на 30 март 2004 г. Филмът печели спечели наградата за най-добри визуални ефекти във 77-ите награди „Оскар“, и е номиниран за най-добър звуков микс и звуков монтаж. Получава пет награди „Сатурн“, включително за най-добър филм и най-добра режисура за Рейми. Успехът на филма води до „Спайдър-Мен 3“ (2007). Магуайър и Молина повтарят ролите си във филма „Спайдър-Мен: Няма път към дома“ от Киновселената на Марвел.

## Актьорски състав
| Актьор            | Роля                                                   |
| ----------------- | ------------------------------------------------------ |
| Тоби Магуайър     | Питър Паркър / Спайдър-Мен                             |
| Кирстен Дънст     | Мери Джейн Уотсън                                      |
| Джеймс Франко     | Хари Осбърн                                            |
| Алфред Молина     | Доктор Ото Октейвиъс / Доктор Октопод                  |
| Розмари Харис     | Мей Паркър, вдовица на Бен Паркър и леля на Питър      |
| Дона Мърфи        | Роузи Октейвиъс, съпруга и асистенка на Ото            |
| Джей Кей Симънс   | Джей Джона Джеймисън, редактор във „Дейли Бюгъл“       |
| Бил Нън           | Роби Робъртсън, редактор на Дейли Бюгъл                |
| Тед Рейми         | Тед Хорман, служител на Дейли Бюгъл                    |
| Елизабет Банкс    | Бети Брант, секретарка на Дейли Бюгъл                  |
| Даниел Гилийс     | Джон Джеймисън, астронавт и син на Джеймисън           |
| Джон Пакстън      | Бърнард Хаусман, иконом в имението на семейство Осбърн |
| Кристина Естабрук | Госпожа Джеймисън                                      |
| Дилън Бейкър      | Доктор Кърт Конърс                                     |
| Клиф Робъртсън    | Бен Паркър                                             |
| Уилям Дефо        | Норман Осбърн / Зеленият гоблин                        |

## В България
В България филмът е пуснат по кината на 9 юли 2004 г. от Александра Филмс. На 24 ноември 2004 г. е издаден на VHS и DVD от „Съни Филмс“.
През 2005 г. е излъчен за премиерно по HBO.
През 2008 г. е излъчен по Нова телевизия.
На 23 юни 2012 г. се излъчва по каналите на bTV.
На 13 октомври 2015 г. се излъчват повторения по каналите на Нова Броудкастинг Груп.
Дублажи
| Преводач            | Деляна Стоянова                                                              |
| Тонрежисьор         | Михайл Михайлов                                                              |
| Режисьор на дублажа | Екатерина Късметлийска                                                       |
| Озвучаващи артисти  | Христина Ибришимова Ани Василева Камен Асенов Владимир Пенев Николай Николов |

| Озвучаващи артисти  | Светлана Смолева Вилма Карталска Христо Бонин Петър Бонев Светломир Радев |
| Преводач            | Соня Иванова                                                              |
| Тонрежисьор         | Радослав Колев                                                            |
| Режисьор на дублажа | Кирил Бояджиев                                                            |